# Noorwegen op het Eurovisiesongfestival 1962
Melodi Grand Prix 1962 was de derde editie van de liedjeswedstrijd die de Noorse deelnemer van het Eurovisiesongfestival oplevert. De finale werd  gepresenteerd door Erik Diesen en Odd Grythe. Elk lied werd twee keer gezongen: één keer met een kleine band en één keer met een groot orkest. Het winnende lied werd gekozen door een tienkoppige jury.
| Startnummer | Artiest                        | Lied                  | Eindplaats | Punten |
| ----------- | ------------------------------ | --------------------- | ---------- | ------ |
| 1           | Laila Dalseth, Anita Thallaug  | Mormors spilledåse    | 5          | 30     |
| 2           | Per Asplin, Jan Høiland        | En gylden Buddha      | 3          | 50     |
| 3           | Anita Thallaug, Inger Jacobsen | Våre skal dagene være | 4          | 43     |
| 4           | Jan Høiland, Per Asplin        | Casablanca            | 2          | 63     |
| 5           | Inger Jacobsen, Laila Dalseth  | Kom sol, kom regn     | 1          | 65     |

1960 · 1961 · 1962 · 1963 · 1964 · 1965 · 1966 · 1967 · 1968 · 1969 · 1970 · 1971 · 1972 · 1973 · 1974 · 1975 · 1976 · 1977 · 1978 · 1979 · 1980 · 1981 · 1982 · 1983 · 1984 · 1985 · 1986 · 1987 · 1988 · 1989 · 1990 · 1991 · 1992 · 1993 · 1994 · 1995 · 1996 · 1997 · 1998 · 1999 · 2000 · 2001 · 2002 · 2003 · 2004 · 2005 · 2006 · 2007 · 2008 · 2009 · 2010 · 2011 · 2012 · 2013 · 2014 · 2015 · 2016 · 2017 · 2018 · 2019 · 2020 · 2021 · 2022 · 2023 · 2024 · 2025